# Dickey megye
Dickey megye az Amerikai Egyesült Államokban, azon belül Észak-Dakota államban található. Megyeszékhelye Ellendale, legnagyobb városa Oakes. Lakosainak száma 4999 fő (2020. április 1.). Dickey megye LaMoure, Ransom, Sargent, Brown, McPherson és McIntosh megyékkel határos.

## Népesség
A megye népességének változása:
| Lakosok száma | 5280 | 5263 | 5259 | 5248 | 5104 | 4999 |
|               | 2010 | 2011 | 2012 | 2013 | 2015 | 2020 |